# تاكيس (وجبة خفيفة)
تاكيس هي علامة تجارية مكسيكية للوجبات الخفيفة المصنوعة من رقائق تورتيلا الذرة الملفوفة، تصنعها شركة بارسيل وهي شركة تابعة لمجموعة جروبو بيمبو. استوحيت هذه الوجبات الخفيفة من طبق التاكيتو المكسيكي، يتوفر تاكيس بعدة نكهات أكثرها مبيعًا هي نكهة الفلفل الحار والليمون "فويغو" التي تباع في أكياس أرجوانية مميزة. تنتج تاكيس أيضًا (بالإضافة إلى رقائق الذرة الملفوفة) عددًا من الوجبات الخفيفة الأخرى بنفس النكهة، بما في ذلك أصناف رقائق البطاطس المختلفة وستيكس الذرة والفشار والفول السوداني.
اخترع تاكيس في المكسيك عام 1999 وقدم إلى الولايات المتحدة في عام 2004 وكندا في عام 2015. كان هدف شركة بارسيل في الأصل هو توجيه تاكيس نحو المستهلكين الهسبان (من أصل إسباني) في سوق الوجبات الخفيفة، لكن شعبيته انتشرت بسرعة بين المراهقين من خلفيات ثقافية مختلفة.

## الجدل
ذكرت الشركة على الموقع الرسمي لها سابقًا على الويب أن منتجات تاكيس ليست حلال. لكنها غيرت التصريح السابق بعد الجدل الذي أثير حول مدى توافق منتجاتها مع الشريعة الإسلامية وجعلته أكثر وضوحا فقالت: «إن منتجات تاكيس مصنوعة من الذرة الحقيقية والبطاطس. لا تشتمل أي من مكونات تاكيس على لحم الخنزير أو شحم الخنزير أو البيبسين أو جيلاتين لحم الخنزير أو الكحول أو المكونات المشتقة من الكحول أو الدودة القرمزية أو الكارمين، ولكن منتجات تاكيس لم يتم اعتمادها من قبل سلطة مؤهلة لتحديد مدى توافق المكونات مع الإرشادات الغذائية الإسلامية. نحن ندرك أهمية التفضيلات والقيود الغذائية، ونسعى جاهدين لتحقيق الشفافية بشأن المكونات المستخدمة في منتجاتنا.»
فيما أعلنت شركة الريف للأغذية وكيل منتجات تاكيس في سلطنة عمان أن المنتج قد خضع للفحص الطبي في سلطنة عمان وجميع مكوناته حلال ومستوفي للمعايير المعتمدة في السلطنة.

## مخاطر صحية
كانت هناك ادعاءات متعددة على الإنترنت بأن التاكيس والوجبات الخفيفة الحارة الأخرى تسبب القرحة والسرطان، وعلى الرغم من أن الادعاءات المذكورة قد تم دحضها تمامًا باعتبارها لا أساس لها من الصحة، إلا أن العلماء والأطباء نسبوا التهاب المعدة والمشاكل الأخرى المرتبطة بالمعدة إلى تاكيس، من المهم ملاحظة أن مثل هذه المشكلات الصحية لم تلاحظ إلا في حالات الإفراط في تناول الوجبة الخفيفة. من الممكن أن يتسبب التهاب المعدة المزمن في القرحة وسرطان المعدة.